# Dendronephthya involuta
Dendronephthya involuta is een zachte koraalsoort uit de familie Nephtheidae. De koraalsoort komt uit het geslacht Dendronephthya. Dendronephthya involuta werd in 1895 voor het eerst wetenschappelijk beschreven door Kükenthal. 